# Championnats du monde juniors de ski alpin 1998
Navigation
Édition précédente Édition suivante
La 17e édition des Championnats du monde juniors de ski alpin s'est déroulée du 26 février au 1er mars 1998 à Megève, Chamonix et Saint-Gervais en France.

## Tableau des médailles
| Rang  | Nation             | Or | Argent | Bronze | Total |
| ----- | ------------------ | -- | ------ | ------ | ----- |
| 1     | Autriche           | 5  | 3      | 1      | 9     |
| 2     | France             | 1  | 1      | 1      | 3     |
| 3     | Allemagne          | 1  | 1      | 0      | 2     |
| 4     | Suède              | 1  | 0      | 1      | 2     |
| 5     | États-Unis         | 0  | 1      | 1      | 2     |
| 6     | Italie             | 0  | 1      | 0      | 1     |
| 6     | Slovénie           | 0  | 1      | 0      | 1     |
| 8     | Suisse             | 0  | 0      | 2      | 2     |
| 9     | Croatie            | 0  | 0      | 1      | 1     |
| 9     | République tchèque | 0  | 0      | 1      | 1     |
| Total | Total              | 8  | 8      | 8      | 24    |

## Podiums

### Hommes
| Épreuves           | Or             | Argent           | Bronze              |
| ------------------ | -------------- | ---------------- | ------------------- |
| Descente 26/02     | Andreas Buder  | Matteo Berbenni  | Scott Macartney     |
| Super G 27/02      | Freddy Rech    | Andrej Jerman    | Konrad Hari         |
| Slalom géant 28/02 | Benjamin Raich | Manfred Gstatter | Silvano Beltrametti |
| Slalom 1/03        | Benjamin Raich | Mario Matt       | Kurt Engl           |

### Femmes
| Épreuves          | Or              | Argent              | Bronze           |
| ----------------- | --------------- | ------------------- | ---------------- |
| Descente 26/02    | Martina Lechner | Jonna Mendes        | Ingrid Jacquemod |
| Super G 27/02     | Martina Lechner | Kerstin Reisenhofer | Janica Kostelić  |
| Slalom géant 1/03 | Anja Pärson     | Ingrid Jacquemod    | Lucie Hrstková   |
| Slalom 28/02      | Stefanie Wolf   | Monika Bergmann     | Anja Pärson      |